# Covariantiematrix
Een covariantiematrix is in de kansrekening en statistiek een matrix met als elementen de paarsgewijze covarianties van een {\displaystyle m}-tal toevalsvariabelen of hun schattingen.

## Populatie
Betreft het de populatie, en worden de {\displaystyle m} toevalsvariabelen {\displaystyle X_{1},X_{2},\ldots ,X_{m}} voorgesteld door de vector {\displaystyle X}, dan is de covariantiematrix:
{\displaystyle \mathrm {cov} (X)=(\mathrm {cov} (X_{r},X_{k}))=\mathrm {E} ((X-\mathrm {E} X)(X-\mathrm {E} X)^{T})},
dus een {\displaystyle m\times m}-matrix {\displaystyle \mathrm {cov} (X)} met als {\displaystyle rk}-e element:
{\displaystyle (\mathrm {cov} (X))_{rk}=\mathrm {cov} (X_{r},X_{k})}

## Steekproef
Gaat het om een steekproef van omvang {\displaystyle n} uit de populatie van de {\displaystyle m} toevalsvariabelen {\displaystyle X_{1},X_{2},\ldots ,X_{m}}, dan wordt als schatter van de bovengenoemde covariantiematrix {\displaystyle \mathrm {cov} (X)} vaak de (steekproef)covariantiematrix {\displaystyle C} berekend, bepaald door de schattingen van de elementen van {\displaystyle \mathrm {cov} (X)}, dus:
{\displaystyle C_{rk}={\tfrac {1}{n-1}}\sum _{i}(x_{ri}-x_{r\,\cdot })(x_{ki}-x_{k\,\cdot }),}
waarin een stip als index aangeeft dat over de betrokken index gemiddeld is.

## Eigenschappen
- Een (reële) covariantiematrix is symmetrisch en positief semi-definiet.
- Op de hoofddiagonaal van de covariantiematrix staan de varianties van de afzonderlijke toevalsvariabelen.
- Voor een {\displaystyle m\times m}-matrix {\displaystyle A} geldt:  {\displaystyle \mathrm {cov} (AX)=A\ \mathrm {cov} (X)A^{T}}.
- Voor verschuiving over een vector {\displaystyle b} geldt:  {\displaystyle \mathrm {cov} (X+b)=\mathrm {cov} (X)}.
- Als {\displaystyle X} en {\displaystyle Y} ongecorreleerde vectoren van toevalsvariabelen zijn, geldt: {\displaystyle \mathrm {cov} (X+Y)=\mathrm {cov} (X)+\mathrm {cov} (Y)}.